# Resurrection of Eve
Resurrection of Eve  és un pel·lícula pornogràfica nord-americana de 1973 produïda pels germans Mitchell i protagonitzada per Marilyn Chambers, que s'havia convertit en una estrella a La imatge anterior dels germans Mitchell, Behind the Green Door. Resurrection of Eve va ser dirigida i escrita per Jon Fontana i Artie Mitchell. Encara que va tenir menys èxit comercial i crític que Behind the Green Door, es considera una de les pel·lícules de l'Edat d'Or del Porno. Igual que Behind the Green Door, va incloure sexe interracial, inclosa una repetició de l'acoblament de Chambers amb el seu coprotagonista de Green Door Johnnie Keyes, però va obrir nous camins en un pel·lícula dirigida a una audiència heterosexual amb inclusió de plans de fel·lació gay,

## Trama
Eve, víctima d'abús sexual infantil, i el seu amant Frank, un disc jockey, viuen a l'Àrea de la badia de San Francisco. Tenen una baralla desencadenada per la naturalesa gelosa d'en Frank. Frank està consternat perquè Eve hagi anat a un partit de boxa amb el pugilista afroamericà Johnnie Keyes. L'Eve intenta consolar en Frank amb sexe, però es barallen i ell li diu: "Potser necessites algunes d'aquestes coses negres". L'Eve surt de casa, puja al seu cotxe i té un accident terrible mentre condueix, acaba a l'hospital, embolicada amb benes. Després de treure els embenats, és sorprenentment molt més bonica. Aquesta és la seva primera resurrecció.
Després que l'Eve torni a casa, en Frank suggereix que assisteixin a una festa d'intercanvi de parelles, i ella accepta de mala gana. A l'orgia següent, Frank gaudeix feliç dels encants de la dona d'un amic, però l'Eve està horroritzada per l'hedonisme i després es barallen. Frank la renya per albergar inhibicions sexuals i la culpa per intentar fer-lo sentir culpable. L'Eve, que es va colpejar per les celles, decideix tornar a provar l'intercanvi.
Després d'assistir a un parell de festes de parelels més, comença a tenir lloc un canvi de rol. L'Eve es converteix en una swinger entusiasta, i la gelosia de Frank surt en una festa temàtica dels anys 50 en la qual veu la seva dona fent una feliació amb un afroamericà. Frank es converteix en la parella reticent a mesura que Eve es converteix en una sexualitat lliure i perd el control sobre ella. En una orgia amb tot tipus de sexe, gai, heterosexual i interracial, Eve es parella amb un cavaller afroamericà mentre el gelós Frank mira. Ella anuncia després del coït que abandona en Frank. La segona resurrecció d'Eva és completa.

## Temes
Resurrection of Eve té una trama més detallada del que és normal per a l'època. La pel·lícula tracta temes de política sexual i enveja sexual basada en la raça. Hi ha menys sexe del que s'esperaria dels germans Mitchell, després de veure Behind the Green Door, una estravagància sexual bàsicament sense arguments.
La decisió de la Cort Suprema de 1973 Miller v. California, que es va decidir el 21 de juny de 1973, va afectar negativament l'estrena general de pel·lícules porno, inclosa Behind the Green Door. La decisió de Miller va redefinir l'obscenitat d'aquella de "totalment sense valor socialment redemptor" a aquella que no té "valor literari, artístic, polític o científic seriós" i va substituir els estàndards de la comunitat contemporània per estàndards nacionals, com ho requerien algunes proves prèvies. Miller va continuar sostenint que l'obscenitat no estava protegida per la Primera Esmena, que va donar marge als jutges locals per confiscar i destruir impressions de pel·lícules considerades que violaven els estàndards de la comunitat local.
Quan Behind the Green Door es va estrenar al Comtat de Suffolk (Nova York) el 1973, fou processada amb èxit, com ho va ser a Nova York juntament amb la pel·lícula porno de 1973 The New Comers. A més de l'estat de Nova York, Behind the Green Door va ser prohibida a Califòrnia, Colorado i Geòrgia. Resurrection of Eve, fou estrenada als Estats Units el 13 de setembre de 1973,